# Vid Rižner
Vid Rižner (njegov psevdonim Herr Dalemisel) je slovenski katoliški duhovnik, nabožni pisec, prevajalec. * Gorišnica, 6. marec, 1793; † Gradec, 8. april, 1861.
Rodil se je na ptujskemu polju očetu Matiji in materi Ani. Študiral je v Gradcu, gotovo pa filozofijo in teologijo od 1812 do 1818. Služil je, kot kaplan v okolici Gradca. Od leta 1827 je bil kurat, od 1831 pa ravnatelj v gluhonemnici v Gradcu. Župnikoval je tri leta v Gnasu. Leta 1851 je šel v pokoj.
Rižner je bil pomemben zagovornik dajnčice. Pisal je knjigo za veronauk ter knjigo z molitvami na sveto mašo. Prevedel je štiri evangelije v vzhodno štajerščino (s pomočjo Kolomana Kvasa, slovenskega učitelja graške univerze), ampak, ker ni pisal razlage, ni dobil cerkvenega odobrenja, zato je prevod ostal v rokopisu.

## Dela
- Netruden hvalitel Jezusa skoz celi den (1828)
- Nabirki za mlade kristjane (1828)
- Katolȣka meȣna knixica z' molitvami (1838)
- Die hl. vier Evangelien ins Windische übersetzt (Sveti štirje evangeliji prevedeni v vindišarščino/vzhodno štajersko slovenščino), samo rokopis (?)